# Apałonauka (przystanek kolejowy)
Apałonauka (biał. Апалонаўка; ros. Аполлоновка) – przystanek kolejowy w miejscowości Szkłów, w rejonie szkłowskim, w obwodzie mohylewskim, na Białorusi. Leży na linii Orsza - Mohylew.
Nazwa pochodzi od pobliskiej wsi Apałonauka.